# Жилой дом Военно-инженерной академии
Жилой дом Военно-инженерной академии имени В. В. Куйбышева — многоквартирный жилой дом в Москве на пересечении Яузского бульвара с Подколокольным переулком. Построен в 1934—1941 годах по проекту архитектора И. А. Голосова для сотрудников и слушателей Военно-инженерной академии имени В. В. Куйбышева. Здание имеет статус объекта культурного наследия регионального значения.

## История
В 1932 году на базе переведённого из Ленинграда в Москву инженерного факультета Военно-технической академии была создана Военно-инженерная академия. Под размещение академии отдали главный дом бывшей усадьбы Дурасовых на Покровском бульваре, 11, рядом с которым выстроили новый корпус с акцентированным округлённым углом. В том же году для нужд вновь созданной академии выделили расположенный напротив по диагонали обширный треугольный участок, ограниченный Яузским бульваром, Петропавловским и Подколокольным переулками, основную часть которого занимал сад и Смоленская церковь Орловской лечебницы. На этом участке запланировали строительство жилого комбината Военно-инженерной академии, который должен был включить в себя квартиры сотрудников и слушателей, магазины, столовую, клуб, детский сад, ясли и ряд других служб.
Восьмиэтажное кирпичное здание строилось по проекту русского и советского архитектора И. А. Голосова. Оно относится к постконструктивистскому периоду его творчества и является одной из последних его работ; иногда его называют, по имени архитектора, «дом Голосова».
Здание возводилось в два этапа: первый (строение 1 по Подколокольному переулку) завершился в 1934—1936 годах, второй (строение 2 по Яузскому бульвару) — в 1940-1941-м, с существенными отступлениями от первоначального проекта, а обработка фасада была выполнена уже после войны.

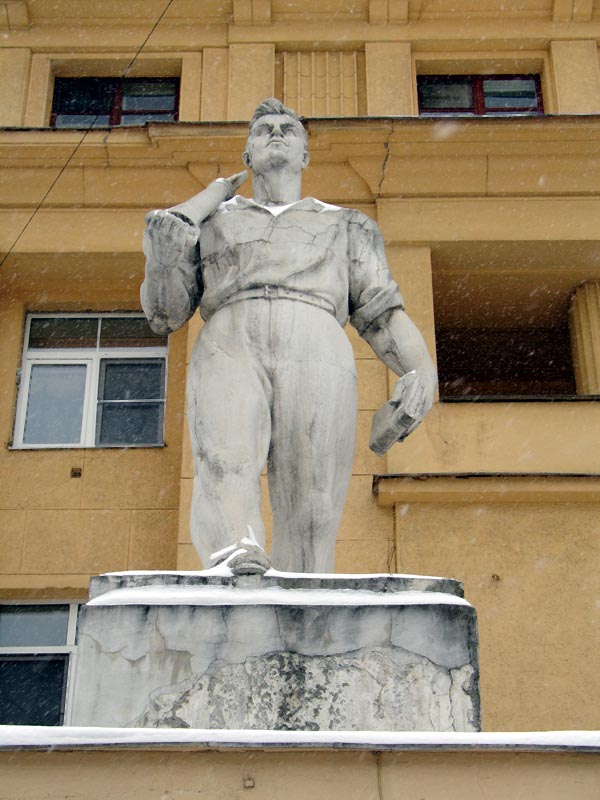
Скульптура рабочего с левой стороны портала

Главный (торцевой) фасад строения, выходящий на пересечение Подколокольного переулка и Яузского бульвара, имеет вид скошенного угла. По сторонам большого прямоугольного портала с аркой расположены скульптуры, изображающие рабочего с отбойным молотком и книгой и колхозницу с винтовкой и снопом (авторы соответственно М. И. Эпштейн и А. Е. Зеленский). Интерес представляют консоли, являющиеся завершениями пилястр.
Второй корпус здания, тянущийся вдоль Яузского бульвара, был закончен в 1941 году. Великая Отечественная война помешала завершить отделку здания, поэтому оно было облицовано лишь к 1958 году. Обращает на себя внимание ленточный балкон шестого этажа, являющийся одним из немногих элементов архитектурного декора.
Жилой дом Военно-инженерной академии им. В. В. Куйбышева является одним из объектов культурного наследия регионального значения. В настоящее время дом по-прежнему остаётся жилым.

## В культуре
Фасады этого дома можно заметить в кинофильмах «Покровские ворота», «Холодное лето пятьдесят третьего…», «Хрусталёв, машину!», «Брат 2» и ряде других. В доме (именуемом в народе «голосовским») родился и вырос музыкант  Валерий Сюткин, известный по песне «Стиляги из Москвы», а в 1990-е годы в одном из подъездов здания располагалась редакция ныне не существующей бульварной газеты «Мегаполис-экспресс».